# Hadjicostas formel
Inom matematiken är Hadjicostas's formula en formel som relaterar en viss dubbelintegral till värden av gammafunktionen och Riemanns zetafunktion.

## Statement
Låt s vara ett komplext tal med Re(s) > −2. Då är
{\displaystyle \int _{0}^{1}\int _{0}^{1}{\frac {1-x}{1-xy}}(-\log(xy))^{s}\,dx\,dy=\Gamma (s+2)\left(\zeta (s+2)-{\frac {1}{s+1}}\right)}
där Γ gammafunktionen och ζ är Riemanns zetafunktion.

## Specialfall
Ett intressant specialfall av formeln är
{\displaystyle \gamma =\int _{0}^{1}\int _{0}^{1}{\frac {1-x}{(1-xy)(-\log(xy))}}\,dx\,dy.}